# BBCウェールズ
BBCウェールズまたはBBCカムリ・ウェールズ（BBC Cymru Wales・BBC Cymru Wales）は、ウェールズのカーディフに本拠を置く英国放送協会（BBC）の支局である。

## 主な番組
- ウェールズ・トゥデイ（1962年 - ）
- ウィーク・イン、ウィーク・アウト（1964年 - ）
- ドクター・フー（2005年 - 、リメイク版）
- 秘密情報部トーチウッド（2006年 - ）
- SHERLOCK（シャーロック）（2010年 - ）

## 主なチャンネル
- BBC One Wales
- BBC Two Wales